# Le Garn
Le Garn település Franciaországban, Gard megyében. Lakosainak száma 255 fő (2022. január 1.). Le Garn Labastide-de-Virac, Orgnac-l’Aven, Saint-Remèze, Aiguèze, Issirac és Laval-Saint-Roman községekkel határos.

## Népesség
A település népességének változása:
| Lakosok száma | 134  | 149  | 192  | 220  | 236  | 233  | 213  | 214  | 212  | 255  |
|               | 1968 | 1982 | 1990 | 2006 | 2013 | 2015 | 2017 | 2019 | 2020 | 2022 |